# Янгосово
Янго́сово (рос. Янгосово, марій. Янгансола) — присілок у складі Гірськомарійського району Марій Ел, Росія. Входить до складу Виловатовського сільського поселення.

## Населення
Населення — 65 осіб (2010; 87 у 2002).
Національний склад (станом на 2002 рік):
- гірські марійці — 93 %